# Coupe de Turquie féminine de volley-ball
La Coupe de Turquie de volley-ball féminin est organisée par la Fédération Turquie de volley-ball (Türkiye Voleybol Federasyonu-TVF), elle a été créée en 1994.

## Historique
La Coupe de Turquie a eu une interruption de 2004 à 2008.

## Palmarès
| Année   | Vainqueur                | Score                                                                               | Finaliste                |
| ------- | ------------------------ | ----------------------------------------------------------------------------------- | ------------------------ |
| 1995    | Vakıfbank Ankara         | 3 - 0 (15-9, 15-8, 15-12) 3 - 1 (15-4, 15-7, 9-15, 15-13)                           | Beşiktaş İstanbul        |
| 1996    | Emlakbank Ankara         | 3 - 0 (15-9, 15-3, 15-1) 3 - 1 (15-6, 15-9, 13-15, 15-10)                           | Beşiktaş İstanbul        |
| 1997    | Vakıfbank Ankara         | Round-robin                                                                         | Beşiktaş İstanbul        |
| 1998    | Vakıfbank Ankara         | 3 - 2 (9-15, 15-13, 12-15, 15-10, 15-8)                                             | Eczacıbaşı İstanbul      |
| 1999    | Eczacıbaşı İstanbul      | 3 - 0 (25-11, 25-12, 25-15)                                                         | Enka Spor Kulübü         |
| 2000    | Eczacıbaşı İstanbul      | 3 - 0 (25-18, 25-14, 25-15)                                                         | Güneş Sigorta            |
| 2001    | Eczacıbaşı İstanbul      | 3 - 1 (20-25, 25-19, 25-20, 25-21)                                                  | VB Güneş Sigorta         |
| 2002    | Eczacıbaşı İstanbul      | 3 - 0 (25-23, 25-15, 25-12)                                                         | Yeşilyurt İstanbul       |
| 2003    | Eczacıbaşı İstanbul      | 3 - 0 (25-16, 25-19, 25-22)                                                         | Türk Telekom Ankara      |
| 2004-08 | compétition non disputée | compétition non disputée                                                            | compétition non disputée |
| 2009    | Eczacıbaşı Zentiva       | 3 - 1 (25-20, 25-17, 22-25, 25-21) 3 - 2 (22-25, 20-25, 25-23, 25-23, 15-10)        | Fenerbahçe Istanbul      |
| 2010    | Fenerbahçe Istanbul      | 2 - 3 (18-25, 16-25, 25-23, 25-23, 15-13) 3 - 2 (25-18, 25-17, 14-25, 24-26, 15-12) | VB Güneş Sigorta         |
| 2011    | Eczacıbaşı Vitra         | 3 - 0 (25-23, 25-14, 25-15)                                                         | Nilüfer Belediye         |
| 2012    | Eczacıbaşı Vitra         | 3 - 0 (25-21, 25-18, 25-19)                                                         | Galatasaray İstanbul     |
| 2013    | Vakıfbank İstanbul       | Round-robin                                                                         | Eczacıbaşı Vitra         |
| 2014    | Vakıfbank İstanbul       | Round-robin                                                                         | Fenerbahçe İstanbul      |
| 2015    | Fenerbahçe Grundig       | 3 - 2 (25-18, 23-25, 23-25, 25-14, 15-9)                                            | Vakıfbank İstanbul       |
| 2016    | compétition non disputée | compétition non disputée                                                            | compétition non disputée |
| 2017    | Fenerbahçe İstanbul      | 3 - 0 (25-22, 25-15, 25-19)                                                         | Vakıfbank İstanbul       |
| 2018    | Vakıfbank İstanbul       | 3 - 0 (25-22, 25-18, 32-30)                                                         | Eczacıbaşı Vitra         |
| 2019    | Eczacıbaşı Vitra         | 3 - 1 (23-25, 25-17, 25-22, 25-20)                                                  | Fenerbahçe Opet          |